# Попов Анатолій Юхимович
Анатолій Юхимович Попов (нар. 5 серпня 1941 — пом.2010, Івано-Франківськ) — радянський футболіст, що грав на позиції нападника. Відомий за виступами в низці українських команд класу «Б» СРСР. Чемпіон УРСР 1969 року.

## Кар'єра футболіста
Анатолій Попов розпочав виступи на футбольних полях у команді класу «Б» «Шахтар» з Горлівки у 1959 році. У 1962 році зіграв 2 матчі за ровенський «Колгоспник», після чого повернувся до горлівської команди, в якій грав до 1965 року. У 1966 році грав у складі команди класу «Б» «Авангард» з Керчі, де був одним із кращих бомбардирів, відзначившись за сезон 12 забитими м'ячами. сезон 1967 року розпочав у іншій команді класу «Б» «Дніпро» з Черкас, проте в другій половині року грав у складі аматорської команди з Горлівки «Горлівськвуглебуд».
На початку 1968 року Анатолій Попов вдруге за свою футбольну біографію став гравцем ровенської команди класу «Б», яка цього разу мала назву «Горинь», проте протягом сезону став гравцем іншої команди класу «Б» «Спартак» з Івано-Франківська.. Наступного року у складі івано-франківської команди став чемпіоном УРСР у класі «Б». У 1970 році вдруге за свою футбольну біографію грав у складі черкаського «Дніпра», після чого завершив виступи на футбольних полях.
Після завершення виступів на футбольних полях Анатолій Попов проживав у Івано-Франківську, де й помер у 2010 році.

## Досягнення
- Переможець Чемпіонату УРСР з футболу 1969 в класі «Б».